# Inscudderia walkeri
Inscudderia walkeri är en insektsart som beskrevs av Morgan Hebard 1925. Inscudderia walkeri ingår i släktet Inscudderia och familjen vårtbitare. Inga underarter finns listade i Catalogue of Life.